# Halvard Hanevold
Halvard Hanevold (n. 3 decembrie 1969, Asker, Akershus, Norvegia – d. 3 septembrie 2019, Asker, Akershus, Norvegia) a fost un biatlonist ce a reprezentat Norvegia, medaliat olimpic. A participat la 5 ediții ale Jocurilor Olimpice (1994, 1998, 2002, 2006, 2010) în care a câștigat 3 medalii de aur, două medalii de argint și o medalie de bronz.